# 1993年NBA选秀
1993年NBA选秀（1993 NBA Draft）于1993年6月30日在美國密歇根州奥本山举行。在本次选秀的高顺位签中出现了一些优秀的起源，但是伤病和个人问题严重影响了他们安芬尼·哈达威、阿兰·休斯顿和贾马尔·马什本都是有希望进入名人堂的球员，但最终因为伤病导致职业生涯提前结束。伊塞亚·莱德尔和维恩·贝克虽有极大潜力但个人麻烦不断。鲍比·赫利的职业生涯终止于新秀年12月的一次车祸。13顺位以后的首轮新秀中，除了NBA三届冠军萨姆·卡塞尔外，少有建树。

## 图例
| G | 后卫 | PG | 控球后卫 | SG | 得分后卫 | F | 前锋 | SF | 小前锋 | PF | 大前锋 | C | 中锋 |

| ^ | 表示此球员已被列入篮球名人堂                 |
| * | 表示此球员被选入参加全明星赛并进入全明星阵容 |
| + | 表示此球员被选入参加全明星赛                 |
| x | 表示此球员进入全明星阵容                     |
| # | 表示此球员从未在NBA打球                      |

## 第一轮
| 顺位 | 球员名                  | 国籍 | NBA球队                          | 学校/俱乐部                        |
| ---- | ----------------------- | ---- | -------------------------------- | ---------------------------------- |
| 1    | 克里斯·韋伯^（PF/C）    | 美国 | 奥兰多魔术（交易到金州勇士）     | 密歇根大学（二年级）               |
| 2    | 肖恩·布拉德利（C）      | 美国 | 费城76人                         | 楊百翰大學（一年级）               |
| 3    | 安芬尼·哈达威*（PG/SG） | 美国 | 金州勇士（交易到奥兰多魔术）     | 孟菲斯大学（三年级）               |
| 4    | 贾马尔·马什本*（SF）    | 美国 | 达拉斯小牛                       | 肯塔基大学（三年级）               |
| 5    | 伊塞亚·莱德尔（SG）     | 美国 | 明尼苏达森林狼                   | 内华达大学拉斯维加斯分校（四年级） |
| 6    | 卡尔伯特·钱尼（SG/SF）  | 美国 | 华盛顿子弹                       | 印地安那大学伯明顿分校（四年级）   |
| 7    | 鲍比·赫利（PG）         | 美国 | 沙加緬度國王                     | 杜克大学（四年级）                 |
| 8    | 维恩·贝克*（PF）        | 美国 | 密尔沃基雄鹿                     | 哈特福德大学（四年级）             |
| 9    | 罗德尼·罗杰斯（PF）     | 美国 | 丹佛掘金                         | 维克弗斯特大学（三年级）           |
| 10   | 林赛·亨特（PG）         | 美国 | 底特律活塞（来自迈阿密热火）     | 杰克逊州立大学（四年级）           |
| 11   | 阿兰·休斯顿+（SG）      | 美国 | 底特律活塞                       | 田納西大學（四年级）               |
| 12   | 乔治·林奇（SF）         | 美国 | 洛杉矶湖人                       | 北卡罗来纳大学教堂山分校（四年级） |
| 13   | 特里·德埃（SG）         | 美国 | 洛杉矶快船                       | 薛顿贺尔大学（四年级）             |
| 14   | 斯科特·哈斯金（PF）     | 美国 | 印第安纳步行者                   | 俄勒岡州立大學（四年级）           |
| 15   | 道格·爱德华兹（SF）     | 美国 | 亚特兰大老鹰                     | 佛罗里达州立大学（四年级）         |
| 16   | 雷克斯·沃特斯（SG）     | 美国 | 新泽西篮网                       | 堪萨斯大学（四年级）               |
| 17   | 格雷格·格拉汉姆（SG）   | 美国 | 夏洛特黄蜂                       | 印地安那大学伯明顿分校（四年级）   |
| 18   | 卢瑟·怀特（C）          | 美国 | 犹他爵士                         | 薛顿贺尔大学（三年级）             |
| 19   | 阿西·厄尔（C）          | 美国 | 波士顿凯尔特人                   | 艾奥瓦大学（四年级）               |
| 20   | 斯科特·伯勒尔（SF）     | 美国 | 夏洛特黄蜂（来自圣安东尼奥马刺） | 康涅狄格大学（四年级）             |
| 21   | 詹姆斯·罗宾逊（SG）     | 美国 | 波特兰开拓者                     | 阿拉巴马大学（三年级）             |
| 22   | 克里斯·米尔斯（SF）     | 美国 | 克里夫兰骑士                     | 亚利桑那大学（四年级）             |
| 23   | 埃文·约翰逊（C）        | 美国 | 西雅图超音速                     | 新奥尔良大学（四年级）             |
| 24   | 萨姆·卡塞尔*（PG）      | 美国 | 休斯敦火箭                       | 佛罗里达州立大学（四年级）         |
| 25   | 科里·布朗特（PF）       | 美国 | 芝加哥公牛                       | 辛辛纳提大學（四年级）             |
| 26   | 杰尔特·海明克（C）      | 荷蘭 | 奥兰多魔术（来自纽约尼克斯）     | 路易斯安那州立大學（四年级）       |
| 27   | 马尔科姆·麦基（PF）     | 美国 | 菲尼克斯太阳                     | 佐治亚理工学院（四年级）           |

## 第二轮
| 顺位 | 球员名                    | 国籍     | NBA球队        | 学校/俱乐部          |
| ---- | ------------------------- | -------- | -------------- | -------------------- |
| 28   | 鲁西奥斯·哈里斯（PG）     | 美国     | 达拉斯小牛     | 加州大学长滩分校     |
| 29   | 沙隆·米尔斯（F/C）        | 美国     | 明尼苏达森林狼 | 維吉尼亞聯邦大學     |
| 30   | 乔治·穆雷桑（C）          | 羅馬尼亞 | 华盛顿子弹     | 巴奥夫斯（法国）     |
| 31   | 艾沃斯·伯恩斯（F）        | 美国     | 沙加緬度國王   | 马里兰大学学院市分校 |
| 32   | 阿尔冯索·福特（SG）       | 美国     | 费城76人       | 密西西比河谷州立大学 |
| 33   | 埃里克·莱利（C）          | 美国     | 达拉斯小牛     | 密歇根大学           |
| 34   | 达内尔·米（SG）           | 美国     | 金州勇士       | 西肯塔基大学         |
| 35   | 艾德·斯托克斯（C）        | 美国     | 迈阿密热火     | 亚利桑那大学         |
| 36   | 约翰·拜斯特（F/C）        | 美国     | 新泽西篮网     | 田纳西理工大学       |
| 37   | 尼克斯·范·埃克塞尔+（PG） | 美国     | 洛杉矶湖人     | 辛辛纳提大學         |
| 38   | 康纳德·麦克雷（PF）       | 美国     | 华盛顿子弹     | 雪城大學             |
| 39   | 托马斯·希尔（SG/SF）      | 美国     | 印第安纳步行者 | 杜克大学             |
| 40   | 瑞奇·曼宁（C）            | 美国     | 亚特兰大老鹰   | 華盛頓大學           |
| 41   | 安东尼·里德（F）          | 美国     | 芝加哥公牛     | 杜蘭大學             |
| 42   | 阿多尼斯·乔丹（PG）       | 美国     | 西雅图超音速   | 堪萨斯大学           |
| 43   | 约什·格兰特（PF）         | 美国     | 丹佛掘金       | 犹他大学             |
| 44   | 亚历克斯·赫尔科姆伯（C）  | 美国     | 沙加緬度國王   | 貝勒大學             |
| 45   | 布莱恩·拉塞尔（SF）       | 美国     | 犹他爵士       | 加州大学长滩分校     |
| 46   | 理查德·佩特鲁斯卡（C）    | 斯洛伐克 | 休斯敦火箭     | 加州大学洛杉矶分校   |
| 47   | 克里斯-惠特尼（PG）       | 美国     | 圣安东尼奥马刺 | 克莱门森大学         |
| 48   | 凯文·汤普森（C）          | 美国     | 波特兰开拓者   | 北卡罗来纳州立大学   |
| 49   | 马克·比福德（C）          | 美国     | 菲尼克斯太阳   | 密西西比河谷州立大学 |
| 50   | 马赛罗·尼克拉亚（PF）     | 阿根廷   | 休斯敦火箭     | Taugres（西班牙）    |
| 51   | 斯宾塞·当克利（C）        | 英国     | 印第安纳步行者 | 特拉华大学           |
| 52   | 迈克·佩普罗斯基（C）      | 美国     | 沙加緬度國王   | 密西根州立大學       |
| 53   | 莱昂纳多·怀特（F）        | 美国     | 洛杉矶快船     | 南方大学             |
| 54   | 拜伦·威尔逊（SG/SF）      | 美国     | 菲尼克斯太阳   | 犹他大学             |

## 知名非选秀球员
- 布魯斯·包溫（SF），加州州立大学富尔顿分校
- 博·奥特洛（英语：博·奥特洛）（PF），休士頓大學
- 阿隆·威廉姆斯（英语：Aaron Williams (basketball)）（PF/C），圣维尔大学
- 安东尼奥·哈维（SF/PF），菲佛大学（英语：Pfeiffer University）